# 프랑지판

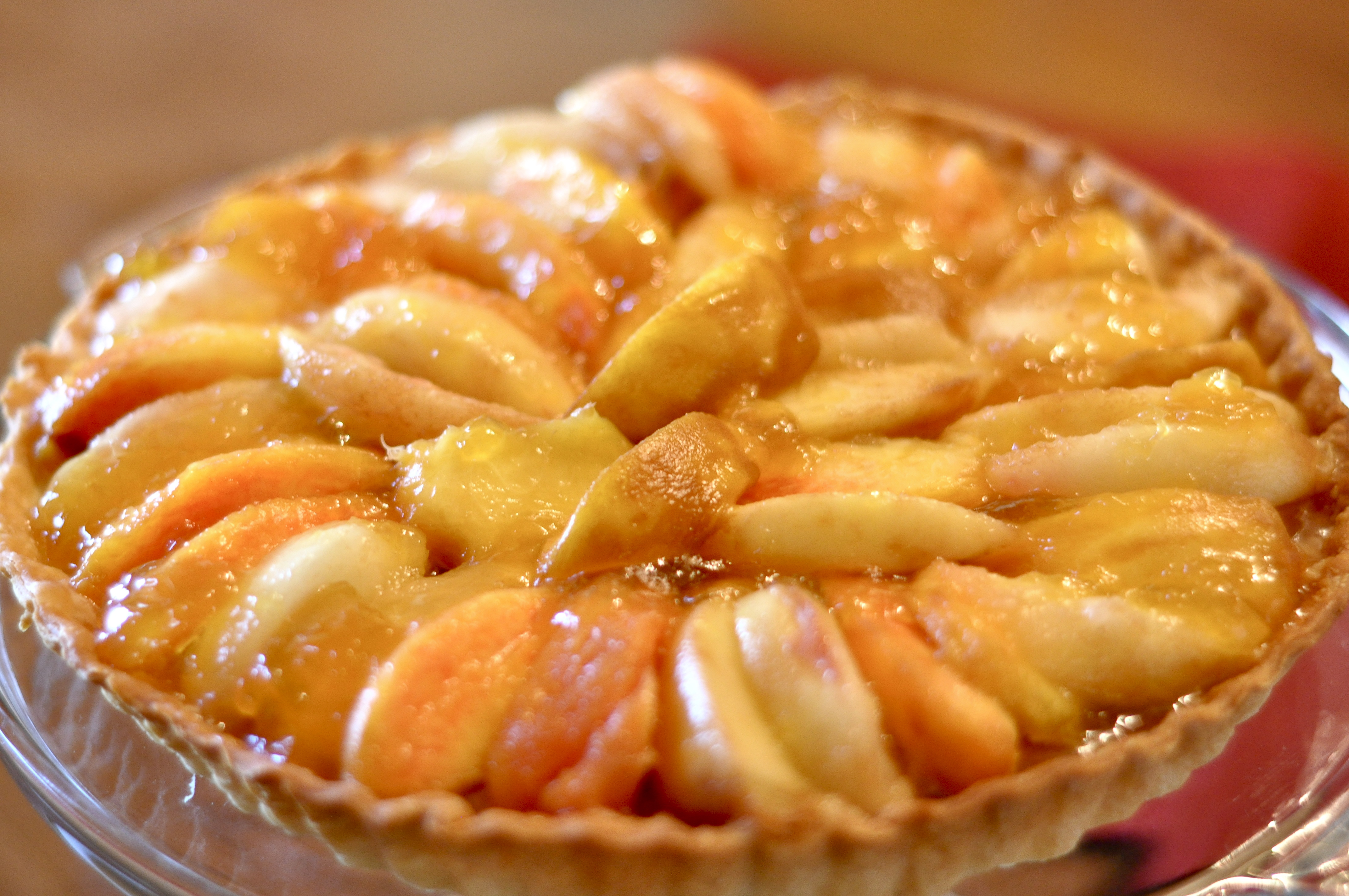
프랑지판을 이용한 복숭아 타르트

프랑지판(프랑스어: frangipane [fʁɑ̃.ʒi.pan]) 또는 프란지파네(이탈리아어: frangipane [ˌfrandʒiˈpaːne])는 아몬드로 만든 필링으로 제과에서 많이 쓰인다. 만드는 방법은 crema patissier 더하기 아몬드 가루이다. 사용되는 과자로서는 "galette de rois" , "jesuite"등 각종 파이류와 타르트, 그리고 과일당절임 등에도 잘 어울린다. 이름의 유래는 로마의 "frangipane family"에서 11세기에 유래되었다고 한다.